# Antonio Viviani
Pour les articles homonymes, voir Viviani.
Antonio Viviani, dit il Sordo di Urbino, (Urbino, 1560-1620) est un peintre italien de la Renaissance tardive et du début du baroque.

## Biographie
Antonio Viviani également appelé il Sordo de Urbino (« le sourd d'Urbino ») est né à Urbino en 1560 et est disciple de Federico Barocci dont il serait le neveu. Il a réalisé quelques œuvres à Urbino dans le style de Barocci, diverses fresques à Rome et un vaste travail dans l'église San Pietro in Valle à Fano (1618–1620), consistant en des scènes de la vie des apôtres auxquels l'église a été dédiée. Ces œuvres sont maintenant dans la pinacothèque de la ville de Fano. Il peint aussi pour lOratorio della Santissima Annunziata di Urbino.
Après 1585, il voyage à Rome où il peint à fresque la bibliothèque du Vatican et la Scala Santa (1585–1590). 
Il a également contribué aux fresques de la loggia du Palais Altemps et du Palais Barberini. De 1596 à 1598, il a vécu à Gênes. 
À Urbino, il a peint pour la Chapelle du Saint Sacrement dans la cathédrale.
Son frère Ludovico Viviani (da Urbino) est aussi un peintre.

## Lieux des œuvres
Rome
- Bibliothèque apostolique vaticane
- Basilique San Salvatore della Scala Santa ou Scala Santa
- Église San Giuseppe dei Falegnami
- Église San Girolamo dei Croati ou degli Schiavoni ou encore des Illirici
- Palais Barberini
- Oratoire Santa Barbara al Celio
- Église Santa Maria ai Monti

Cathédrale d'Urbino
- Chapelle de la Conception de la Cathédrale,
- Chapelle du Très saint Sacrement.

Cagli
- Église Saint-Dominique de Cagli (Crypte)

Pergola
- Église Saint François

Cantiano
- Église Collegiata San Giovanni Battista
- Église Sant'Agostino

Fano
- Église San Pietro in Valle
- Pinacothèque Civique

Castelleone di Suasa
- Église paroissiale des SS. Pietro e Paolo, L'Annonciation